# تپه گورستان فارسیان
تپه قبرستان فارسیان در شهرستان قزوین، روستای فارسیان واقع شده و این اثر در تاریخ ۲۵ اسفند ۱۳۷۹ با شمارهٔ ثبت ۳۳۰۴ به‌عنوان یکی از آثار ملی ایران به ثبت رسیده است.